# Criserosphaeria
Criserosphaeria is een monotypisch geslacht van schimmels uit de orde Helotiales. Het bevat alleen Criserosphaeria phyllostictoides.